# Acremoniula sarcinellae
Acremoniula sarcinellae är en svampart som först beskrevs av Pat. & Har., och fick sitt nu gällande namn av G. Arnaud ex Deighton 1969. Acremoniula sarcinellae ingår i släktet Acremoniula, divisionen sporsäcksvampar och riket svampar.   Inga underarter finns listade i Catalogue of Life.